# مؤتمر مطوري سطح المكتب
مؤتمر مطوري سطح المكتب (بالإنجليزية: سطح المكتب Developers' Conference)‏ هو مؤتمر لنظام لينكس حيث يتناقش المطورين ويعملون فيه على نظام النافذة اكس، سطح مكتب لينكس مثل جنوم، و كدي، ومشروع فري دسكتوب.أورج، وأيضًا برمجيات سطح المكتب كمتصفح ويب، مجموعة مكتبية، وبرمجيات تعاونية. عادة يقام المؤتمر في مدينة أوتاوا في كندا كل عام مباشرة قبل ندوة أوتاوا لينكس.

إلا أن المؤتمر أقيم عام 2007 في شهر سبتمبر في المملكة المتحدة.